# 小西门历史文化街区
小西门历史文化街区为湖南省长沙市湘江东岸天心区古城区，紧邻湘江，位于黄兴南路步行商业街中段西侧，核心保护区为火宫殿。主要街道有坡子街、洪家井、藩西巷、学院街、下黎家坡、三王街等。坡子街为长沙最古老的街道之一，自战国时期开始即存在，到今天街道位置依然未变。唐代诗人杜甫曾于768年流落长沙，寓居坡子街小西门外的江阁。现在长沙在湘江风光带兴建了仿唐建筑杜甫江阁，即为纪念此事。火宫殿为长沙近代餐饮业形成的地区，其臭豆腐等小吃深受民众欢迎。如今坡子街已经建成民俗民食一条街，但在建造中对古旧建筑的拆除行为遭到当地民众的不满。